# 沃阿朗
沃阿朗（法語：Vauhallan，法語發音：[voalɑ̃] ⓘ）是法国法兰西岛大区埃松省的一个市镇，属于帕莱索区。

## 地理
沃阿朗（48°44'2"N, 2°12'27"E）面积3.34 平方千米，位于法国法蘭西島大區埃松省，该省份为法国北部内陆省份，北起上塞纳省和马恩河谷省，西接厄尔-卢瓦省和伊夫林省，南至卢瓦雷省，东临塞纳-马恩省。
与沃阿朗接壤的市镇（或旧市镇、城区）包括：比耶夫尔、伊尼、帕萊索、萨克莱。

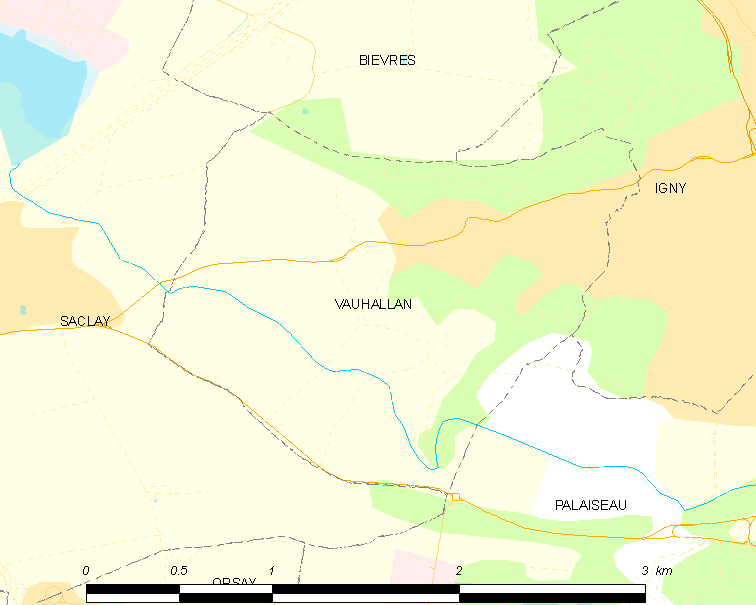
沃阿朗的OSM定位图

沃阿朗的时区为UTC+01:00、UTC+02:00（夏令时）。

## 行政
沃阿朗的邮政编码为91430，INSEE市镇编码为91635。

## 政治
沃阿朗所属的省级选区为伊韦特河畔日夫县。

## 人口

1962-2008年间沃阿朗人口变化图示

沃阿朗于2022年1月1日时的人口数量为1954人。